# منتزه شمال كاسكيدز الوطني
حديقة شمال كاسكيدز الوطنية هي حديقة وطنية للولايات المتحدة الأمريكية في ولاية واشنطن. لأكثر من 500000 فدان (200000 هكتار)، تعد حديقة شمال كاسكيدز الوطنية هي واحدة من أكبر ثلاث وحدات لخدمة المنتزهات القومية التي تضم مجمع منتزه نورث كاسكادز الوطني. يتكون منتزه شمال كاسكيدز الوطنية من قسم شمالي وجنوبي، مقسومًا على نهر سكاجيت الذي يتدفق عبر منطقة بحيرة روس الترفيهية الوطنية. تقع منطقة الاستجمام الوطنية في بحيرة شيلان على الحدود الجنوبية للوحدة الجنوبية للحديقة. وبالإضافة إلى المنطقتين الوطنيتين للاستجمام، فإن الأراضي المحمية الأخرى بما في ذلك العديد من الغابات والمناطق البرية الوطنية، وكذلك المنتزهات الإقليمية الكندية في كولومبيا البريطانية تحيط بالمتنزه تقريباً. يتميز منتزه نورث كاسكيدز الوطني بقمم جبلية وعرة في سلسلة جبال الشمال، وهو أكثر النظم الجليدية توسعية في الولايات المتحدة المتاخمة، ومنابع المياه العديدة، والغابات الشاسعة التي تحتوي على أعلى درجة من التنوع البيولوجي في النباتات في أي حديقة وطنية في الولايات المتحدة.
تم تسوية المنطقة لأول مرة من قبل الأمريكيين الهنود الحمر. في الوقت الذي وصل فيه المستكشفون البيض، كانت تسكنه قبائل سكاجيت. وبحلول أوائل القرن التاسع عشر، زار المنطقة صيادو الفراء، وتنافس العديد من الشركات البريطانية والأميركية من أجل السيطرة على تجارة الفراء. بعد تحديد الحدود الدولية بين كندا والولايات المتحدة في خط العرض التاسع والأربعين في عام 1846 ، جاء المستكشفون لرسم الطرق المحتملة عبر الجبال للطرق والسكك الحديدية. حدثت أعمال تعدين وقطع الأشجار المحدودة من أواخر القرن التاسع عشر وحتى أوائل القرن العشرين. حدث أول تأثير بشري كبير في المنطقة في عشرينيات القرن العشرين، عندما تم بناء العديد من السدود في وادي نهر سكاجيت لتوليد الطاقة الكهرومائية. بعد ذلك، قام أنصار البيئة بحملة للحفاظ على ما تبقى من الحياة البرية، وبلغت ذروتها في 2 أكتوبر 1968 ، مع تسمية منتزه شمال كاسكيدز الوطنية.